# Bernard Whyte
Bernard Whyte (ur. 22 października 1968) – ghański piłkarz grający na pozycji obrońcy. W swojej karierze rozegrał 6 meczów w reprezentacji Ghany.

## Kariera klubowa
W swojej karierze piłkarskiej Whyte grał w klubach Hearts of Oak i rumuńskim Rapidzie Bukareszt.

## Kariera reprezentacyjna
W reprezentacji Ghany Whyte zadebiutował 2 stycznia 1994 roku w zremisowanym 1:1 towarzyskim meczu z Tunezją, rozegranym w Akrze. W 1994 roku został powołany do kadry na Puchar Narodów Afryki 1994. Na tym turnieju zagrał w trzech meczach: grupowych z Gwineą (1:0) i z Senegalem (1:0) oraz w ćwierćfinale z Wybrzeżem Kości Słoniowej (1:2). W kadrze narodowej rozegrał 6 meczów, wszystkie w 1994.